# РТРС Плус
РТРС ПЛУС је јавни телевизијски канал и представља други програм Радио-телевизије Републике Српске. Седиште телевизије се налази у РТВ дому Републике Српске на Тргу Републике Српске број 9 у Бањалуци. Канал је почео са експерименталним емитовањем програма 22. марта 2015, а након 28 дана пробног емитовања пограм је почео да се емитује по устаљеној програмској шеми. РТРС ПЛУС је доступан код свих оператера у Републици Српској и Босни и Херцеговини, као и путем сателита Јутелсат 16Е, а доступан је и у онлајн верзији преко званичног сајта телевизије. Програм се емитује 24 сата дневно на српском језику и ћириличном писму.